# Громов, Федул Григорьевич
Феду́л Григо́рьевич Гро́мов (1764, 1767 или 1769, Поминово, Ильинская волость, Богородский уезд, Московская губерния — 23 июля [4 августа] 1848, Санкт-Петербург) — российский предприниматель из старообрядцев, миллионер, благотворитель, купец 1-й гильдии, потомственный почётный гражданин.

## Биография
Происходил из крепостных, уроженец дер. Поминово Ильинской волости Богородского уезда Московской губернии. Первый известный предок (прапрадед) — крестьянин дер. Поминово Василий Яковлев, согласно Переписной книге 1646 г. князя И. М. Долгорукова и подьячего Д. Молчанова.
Источники расходятся в точной дате рождения — указывались и ок. 1767, и 1763 или 1764. Уверенно можно судить о дне ангела (5 апреля по старому стилю: Мчч. Агафопо́да, диакона, Феоду́ла, чтеца, и иже с ними) и о дне смерти Федула (23 июня 1848 по старому стилю), благодаря перечню «Обязательные обедни за упокой жертвователей», приводимому в материалах громовской старообрядческой общины (1895).
Исповедные ведомости по дер. Поминово за 1797 год указывают, что Федулу Григорьеву — 28 лет, его младшему брату Сергею — 27 лет, и они еще не женаты. Тогда можно предположить, что Федул Григорьевич родился в конце марта — начале апреля 1769 года, а Сергей — в 1770.
Федул с братьями стал заниматься извозным промыслом и, накопив денег, выкупился из крепостной зависимости в 1797 у помещицы О. А. Жеребцовой, женился (1798?) и перебрался в Санкт-Петербург. Сначала был записан купцом 3 гильдии («… значится записанным в Здешнее купечество Федул Григорьев из Здешнего Посада на 1799 год по 3й гильдии и состоял в сей по 1808»), с 1808 был внесен записан во 2ю гильдию с разрешением Санкт-Петербургской городской думы писаться с фамилией «Громов», в 1825 вышел в купцы 1й гильдии, и, наконец, в 1838 году получил потомственное почетное гражданство указом императора Николая I.
Вместе со младшим братом, купцом 2-й гильдии Сергеем Григорьевичем (1770—1840), владел в Санкт-Петербурге тремя лесными биржами (торговыми складами), одна из которых находилась возле Смольного (на современной территории Водоканала), а другая — на левом берегу Фонтанки напротив Апраксина двора, основал верфь под Смольным. Ряд земель братья приобрели у  А. А. Орловой-Чесменской. 
Владел также паровым лесозаводом на реке Вондюга в Новоладожском уезде Петербургской губернии, Каратсалминским чугунолитейным заводом и несколькими вододействующими лесопилками в Олонецкой губернии.
Федул и Сергей Громовы были видными деятелями петербургского старообрядчества. На пожертвованной Ф. Г. Громовым земле в 1835 году было открыто старообрядческое Громовское кладбище, где он после своей смерти 23 июня (5 июля) 1848 года и был похоронен. По свидетельству Н. Н. Животова, «благодарные поповцы вырезали над могилой первого своего попечителя Федула Громова следующую надпись: „Не блеск образования и знаний, а здоровый ум и дальновидность руководствовали его в обширных делах, при уповании на Бога! Он начал с ничего и, неусыпно трудясь, приобрел знания и состояние и во всю жизнь наслаждался любовью всех окружающих, счастьем и постоянным здоровьем! Муж благодетельный, добрый гражданин и примерный семьянин!“».
В брошюре «Громовский детский приют св. Сергия: (Ведомства учреждений имп. Марии): 1845—1895» имеется портрет Федула, который был литографирован печатником Пьером Жаном Поль-Пети по рисунку французского художника и литографа Краузольта.
Свое дело Федул завещал своему старшему сыну Василию, выделив содержание остальным сыновьям (Василий мл., Яков и Илья). Отдельные пункты касались выделения части семейного капитала дочерям — жене старорусского купца Вере Федуловне Сомровой и вдове петербургского купца Феодосии Федуловне Барановской.
Могилы Федула и Сергея Громовых на Громовском кладбище утрачены; однако там (участок 1-2) сохранилась могила В. Ф. Сомровой.

## Семья

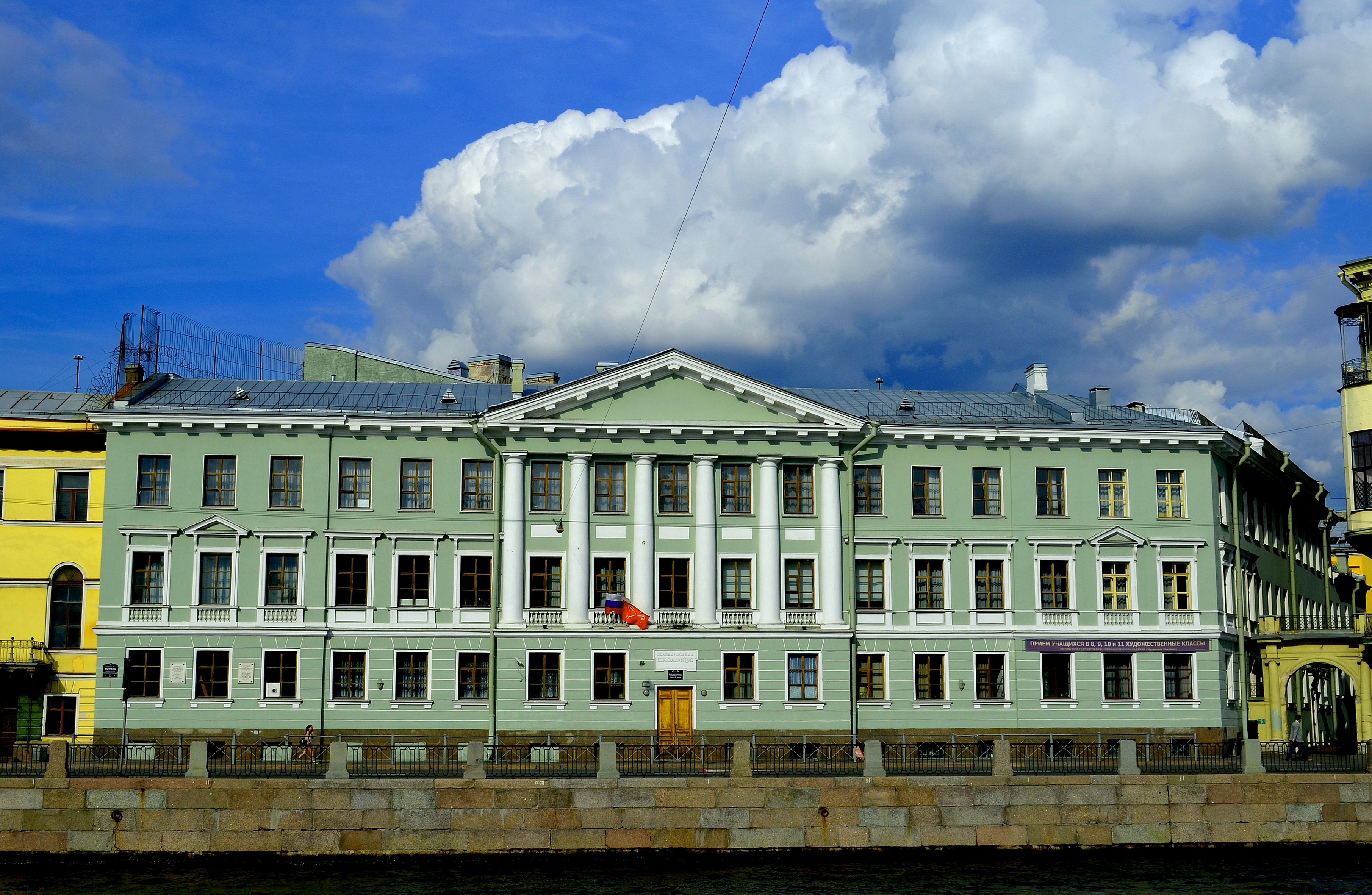
Дом семьи Громовых (Фонтанка, 22)

- Отец - Григорий Тимофеев (ок. 1738 - ок. 1777) - крестьянин дер. Поминово.
- Мать — Февронья Акимова Богданова (ок. 1734 — после 1797), уроженка дер. Цаплино Беззубовской волости Богородского уезда.
- Жена — Евдокия (Авдотья) Яковлева (? — 1856), происхождение неизвестно; вероятно, к моменту заключения брака уже была вольноотпущенной.
- Сын — Василий Федулович (1798 —12.06.1869[13]), лесопромышленник, меценат. Действительный статский советник.
- Сын — Василий мл. Федулович (? — 19.07.1870), потомственный почетный гражданин.
- Сын — Яков Федулович (? — 21.06.1856), потомственный почетный гражданин.
- Сын — Илья Федулович (1819 — 09.09.1882), лесопромышленник, меценат, почётный гражданин Петрозаводска и Вытегры. Действительный статский советник.
- Дочь — Вера Федуловна (1811 — 03.12.1889), в замужестве — Сомрова.
- Дочь — Феодосия Федуловна (? — после 1883), в замужестве — Барановская.